# Редьярд Кіплінг
Джозеф Редьярд Кі́плінг  (англ. Joseph Rudyard Kipling; 30 грудня 1865, Бомбей, Британська Індія — 18 січня 1936, Лондон, Велика Британія) — англійський поет, журналіст та прозаїк. Народився у Британській Індії, яка вплинула на його творчість.
Світову популярність здобув завдяки поезії про британських солдатів, що перебувають на службі в колоніях, та пригодницьким оповіданням, що стали класикою дитячої та підліткової літератури. Його вважали «співцем британського імперіалізму», проте він не відкидав культурну цінність поневолених народів. У своїх творах оспівував колоніалізм як місію білої раси, обов'язком якої вважав пропагування засад європейської цивілізації. Ця тема освітлюється в багатьох його творах, таких як: Чоловік, що буде королем (1888), Мендалай (1890), Гунда Дін (1890), Тягар білої людини (1899) та Якщо… (1910).[джерело?] Юність провів переважно в Індії, що стала екзотичним тлом для його найвідоміших творів з циклу Книга джунглів: роману «Кім», збірку казок Просто казки та фантастичних оповідань «Книга джунглів» та Друга книга джунглів.
Наприкінці 19-го та початку XX століття, Кіплінг був одним з найпопулярніших письменників Великої Британії. У численних статтях та виступах письменник коментував найважливіші політичні події у світі. Його найвідоміші твори отримали змішані оцінки літературних критиків. 1907 року став лауреатом Нобелівської премії з літератури «за спостережливість, яскраву фантазію, зрілість ідей і видатний талант оповідача», ставши першим англомовним письменником хто отримував цю премію, і у свої 41 роки став одним з наймолодших лауреатів цієї премії. Йому пропонували звання поета-лауреата Великої Британії та кілька разів на лицарство, однак він кожен раз відмовлявся.

## Біографія
Редьярд Кіплінг народився 30 грудня 1865 року в місті Бомбеї, Бомбейського президентства, Британської Індії. Його батьки Еліс Кіплінг (до шлюбу МакДональд) і Джон Локвуд Кіплінг. Батько, скульптор і художник, який у майбутньому стане ілюстратором творів сина, отримав посаду викладача Бомбайської школи витончених мистецтв, яку заснували англійці. Еліс Кіплінг (1837—1910) — одна з чотирьох вікторіанських сестер, які пов'язали своє життя з відомими чоловіками; чоловіком тітки Кіплінга, Джорджіани, став художник Едвард Берне-Джонс, іншої тітки, Агнеси — художник Едвард Пойнтер, третьої, Луїзи — консервативний політик і залізничний інженер Альфред Болдвін. Своїм ім'ям Кіплінг завдячує назві озера Редьєрд в англійському графстві Стаффордшир, де його батьки мешкали ще задовго до одруження у 1863 році. У дитинстві письменник ознайомився з мовою гіндустані, а від прислуги почув різні місцеві казки і оповідання. Вони одружились і у 1865 році переїхали до Індії після того як Джон Локвуд прийняв пропозицію професора школи мистецтва. Через красу річки Редьярд, вони назвали свою першу дитину на честь неї — Джозеф Редьярд.

### Навчання в Британії
Коли Редьярду виповнилося шість років, його, за звичаєм англійців, що працювали в Індії, відправили в Англію. Склала йому компанію трирічна сестра Аліса, яку в сім'ї називали Трікс (1868—1948). Діти мешкали в Саутсі у Великій Британії, де за ними доглядали сім'я Голловеїв, що приймали на виховання дітей британців, які постійно мешкали в Індії. Брат і сестра жили в їхньому домі близько шести років. У своїй автобіографії письменник згадував той час з небажанням, іронічно розмірковуючи, чи жорстокість і зневага з боку Сари Голловей, могли пришвидшити поступ його літературного таланту. У січні 1878 року Кіплінг розпочав навчання у коледжі Юнайтет Сервісес у Вестворд Го. Ця школа мала спартанські умови, створена задля того, аби приготувати юнаків до військової академії або адміністративної праці в колоніях. Кіплінг закінчив шкільну освіту у віці шістнадцяти років, але оскільки він не проявив особливої тяги до навчання й не зміг заслужити собі стипендію, а батьки не мали змоги оплатити навчання в університеті. Крім того, згодом його не прийняли до військових лав через слабкий зір. Локвуд Кіплінг знайшов синові місце праці в місцевій газеті в Лахайрі, де обіймав посаду керівника музею. У 1882—1887 роках Редьярд працював помічником видавця «Цивільної й військової газети».

## Оповідання
«Цивільна військова газета» виходила щотижня шість днів на тиждень. З часом видавець надав Кіплінгові велику творчу свободу та доручив йому написання оповідань. Влітку 1883 року Редьярд вперше відвідав Шімлу, літню столицю Британської Індії, куди на півроку переїхали віцекороль та члени уряду. Це місто стало тлом для багатьох оповідань, які Кіплінг написав для «Цивільної військової газети» (Винищувач мікробів — A Germ Destroyer, На підставі схожості — On the Strength of a Likeness, Реслі з департаменту закордонних справ — Wressley of the Foreign Office)[9]. У 1887—1888 роках на сторінках цієї газети вийшло близько 39 оповідань Кіплінга. Левова частка цих оповідань ввійшла до збірки «Прості оповідання з пагорбів». 1887 року письменник перейшов до значно більшої сестриної газети «Піонер» в Аллагабаді, на яку працював до 1889 року. Читачі швидко оцінили його живий стиль, спостережливість та іронічні коментарі. Плідно працюючи, упродовж наступного року письменник опублікував на сторінках серійної брошури «Бібліотека індійської залізниці» сорок один твір, від новел на декілька сторінок до обширних оповідань, зібраних під палітуркою шістьох збірок (Три солдати, Історія Гетсбая, У чорно-білих тонах, Під Деодарами, Фантом Рікша та Ві-Віллі-Вінкі), які можна було придбати у залізничних кіосках.
У своїх оповіданнях описує індусів із зичливістю та зацікавленням, хоча вважає їхню расу у всьому нижчою за європейців і здатною жити лише під суворим наглядом білих людей. Індія для нього лише мальовниче тло, на якому у сатиричному світлі зображував добре йому знайоме життя офіцерів, чиновників та колоніальних високопосадовців. З його текстів видно, що він був палким прихильником кастової системи як серед індусів, так і серед самих англійців. Попри обізнаність з поширеним стереотипами про індусів («як кожному відомо, є це край порівну поділений поміж джунглями, тиграми, кобрами і сіпаями»), сам автор у своїх творах вдовольнявся загалом досить-таки поверхневими обзерваціями. Лише деякі його ранні оповідання вирізняються оригінальністю. В оповіданні «Ліспет» (1888) головна героїня-індуска рятує пораненого англійця, після чого хоче стати його дружиною. «Ворота ста печалей» (1888) — оповідь ведеться від першої особи та розповідає про життя курців опіуму. «Місто страшної ночі» (1885), назва якого натякає на однойменний вірш Джеймса Томсона, оповідає про звичний нічний побут одного з індійських міст.
Кіплінг один із перших, хто почав описувати життя звичайних солдатів, які з огляду на своє походження з низів суспільства, в імперії часто вважалися невдахами. Не уникаючи возвеличення, письменник підкреслював їхню шляхетність, чуттєву вразливість, спонтанний гумор і здатність здійснювати героїчні вчинки. Дотепні світлини з повсякденного життя рядових солдатів стали тематичною основою збірки оповідань «Три солдати», на які Кіплінга надихнули декілька сцен з п'єси «Генріх V» Вільяма Шекспіра. Як і в п'єсі, протиставлені персонажі розмовляють один з одним рідними діалектами (лондонським, шотландським та ірландським), показуючи при цьому, наскільки британці відрізняються один від одного звичками та менталітетом. Кіплінг з однаковою емпатією та без свого типового насмішкуватого гумору ставився лише до дитячих персонажів. У «Чорний баранець» (1888) письменник, спираючись на власний досвід, описав хлопчика, якого відправили з Індії в Англію, де його виховувала фанатична опікунка, що зазнав поступового погіршення зору і отримав безповоротну емоційну травму. Високо оцінено оповідання «Барабанщики Передового Заднього», яке розповідає про мужність двох чотирнадцятирічних хлопців-барабанщиків, які загинули героїчною смертю від рук афганських племен, коли їхній полк потрапив в оточення.

## Нова тематика
У пізніших оповіданнях Кіплінга, поруч із морською тематикою та екзотичним тлом, появляються елементи фантастики. «Рікша привид» — оповідання про зраджену жінку, яка після смерті переслідує свого невірного коханого. «Втрачений легіон» — під час нічного походу полеглі солдати перемішуються з живими на місці стародавньої різанини. «Мадонна в окопах», у якому причиною таємничого самогубства став привид. «Найкраща у світі історія» — свідчить про зацікавлення письменника концепцією блудних душ та екстрасенсорним сприйняттям світу. «Вони» стало успішним поєднанням реалізму і жахів, у якому прагматичний продавець машин починає підозрювати, що у єлизаветському маєтку його супроводжують духи загиблих дітей. Критики стверджують, що принаймні два твори Кіплінга — «З нічною поштою. 2000 рік від Р. Х.» та «Простий як Д. В. Е. Р. І.» — можна вважати першими творами з технікою оповіді, які почали використовувати у науково-фантастичній літературі лише в 1930-х 1940-х роках. В описаному світі Кіплінга 2000 року суспільством керує організація, яка контролює сучасні форми транспорту та телекомунікації, а будь-які прояви бунту придушуються безкровно за допомогою світлової та звукової зброї. Щоб зробити вигадану реальність більш правдивою, письменник ввів до технологічної термінології численні неологізми.
У кількох творах Кіплінг також зачіпає тематику масонських ідеалів. В оповіданні «Чоловік, який хотів стати королем» (The Man Who Would Be King, 1888) описуються два авантюристи-самозванці, що проголосили свою владу серед жителів загубленої країни, яка знаходиться на важкодоступних теренах; у творі Кіплінг використав масонську символіку, яка також з'явилася у вірші «Материнська ложа» (The Mother-Lodge, 1886). Письменник став масоном 1885 року, коли в Лахорі вступив до братства, члени якого мали бути рівноправними незалежно від касти та кольору шкіри. Багато років по тому письменник сентиментально згадував, як познайомився там із мусульманами, індусами, сикхами й представниками реформаторських рухів. Чіткі посилання на масонство також з'являються в деяких оповіданнях зі збірки «Дебет і кредит» (Debits and Credits), зокрема у творах «Все для братів» (In the Interest of the Brethren), «Джейністи» (The Janeites) та «Друг сім'ї» (A Friend of the Family).

## Час подорожі

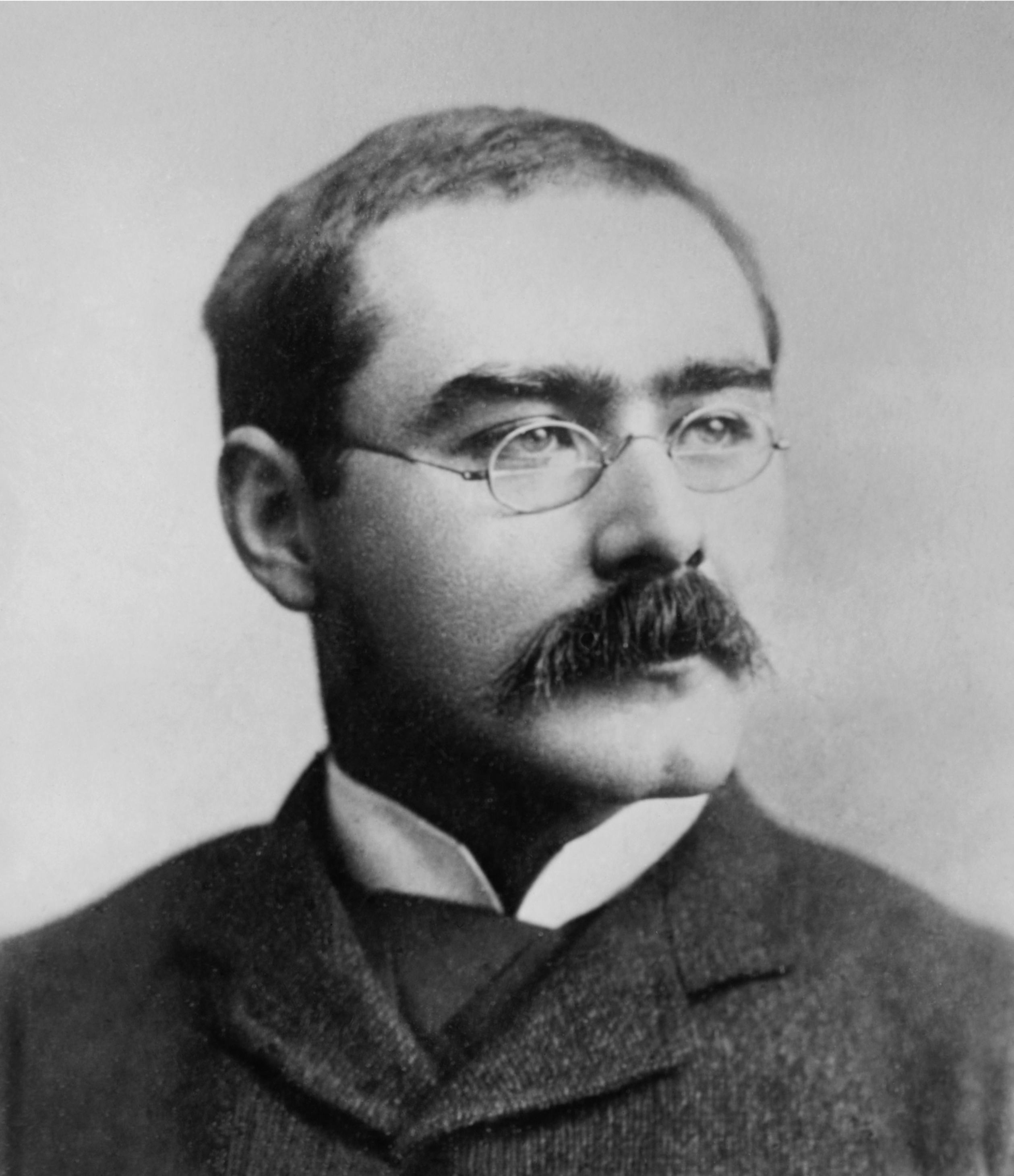
Редьярд Кіплінг у Сполучених Штатах Америки, 1894

1889 року Кіплінг покинув Індію і розпочав подорож по світу. Будучи кореспондентом, він писав для журналу «The Pioneer» репортажі та статті, які згодом увійшли до збірки «Від моря до моря». Спочатку завітав до Янгона, Сінгапура, Гонконга та Японії, а тоді подорожував Америкою від Сан-Франциско до Портленда і Сіетла. Згодом завітав до Канади, де побував у Вікторії та Ванкувері. Повернувшись до США, завітав до Єллоустоунського національного парку, Солт-Лейк-Сіті, Омахи, Чикаго, а потім навідався до Ніагарського водоспаду, Торонто, Вашингтона, Нью-Йорка та Бостона. Невдовзі переплив Атлантичний океан і завітав до Ліверпуля. Трохи згодом відбувся його дебют у літературному світі Лондона, де вже знали та захоплювались його індійськими оповіданнями.
Письменник спробував свої сили у написанні творів, що мали більший літературний формат. Сюжет його першого незакінченого роману «Матінка Матурін» (1885—1886) до сьогодні є предметом спекуляцій. Наступною його спробою став роман «Погасло світло» (1890), драматична історія про сліпого художника і його невзаємні почуття до амбітної, хоча позбавленої таланту дівчини, що прагне досягти мистецького успіху. Її холодне ставлення виразно протиставляється сердечній чоловічій приязні, що є наріжною темою багатьох творів Кіплінга.
Після першого видання роману у пресі з'явився також скорочений варіант. Однак, за словами власника газети, трагічна смерть художника і непохитний образ його коханої були занадто гнітючими, тому письменник ввів оптимістичний фінал, у якому вони одружилися. У наступному книжковому виданні письменник знову повернув оригінальну версію закінчення роману.
Іноді вважається, що прототипом неприступної героїні стало раннє кохання Кіплінга, Фіолет Гаррард, або ж Фло (1856—1938), яка відкинула всі його залицяння. Випадкова зустріч з нею 1890 року коштувала Кіплінгу нервового зриву. У романі виразно простежується мізогінія автора, яка також присутня у збірках оповідань «Історія сім'ї Гедсбі» та «Під деодарами», сюжет яких огортається навколо романів, пліток та подружніх інтриг.
Недовго після емоційної кризи, Кіплінг познайомився з Волкоттом Балестьє — торговельним представником, що спеціалізувався на видавничій сфері — й написав разом із ним пригодницький роман під назвою «Королівський клейнод» (1892). Головним персонажем книги став американський інженер, який подорожував Диким Заходом та Індією в пошуках дорогоцінного намиста. Оригінальна назва роману, «The Naulahka», це перекручене слово «naulakha», що дослівно означає «дев'ять лакхів» (900 000 рупій). Під час спільної роботи Балестьє насамперед працював над епізодами, що відбувалися в Америці, а Кіплінг став автором індійської частини. Невдовзі зв'язок між ними став настільки близьким, що деякі біографи, аналізуючи їхню співпрацю, намагались відшукати у Кіплінга придушені гомосексуальні бажання.
Після закінчення книжки, втомлений від праці письменник, за порадою лікаря, вирушив у ще одну подорож, відвідавши Капську колонію, Австралію та Нову Зеландію. Однак, коли письменник отримав звістку, що Балестьє помер від черевного тифу, невідкладно повернувся до Лондона. Незабаром Кіплінг попросив руку Кароліни Белестьє (1862—1939), сестри померлого приятеля. Шлюбна церемонія відбулася 1892 року, а наречену до вівтаря провів письменник Генрі Джеймс.
Молодята розпочали медовий місяць з поїздки до США, а відтак подалися до Японії. Коли подружжя саме прибуло до Якогами, вони дізналися, що їхній банк збанкрутував. Тоді вони повернулися до Штатів, де у Вермонті купили декілька гектарів землі у Бітті Белестьє, брата Каролайн. Згодом вони побудували будинок, який Кіплінг назвав «Наулаха» на честь Волкотта та їхньої спільної праці, не повторюючи при цьому орфографічну помилку на обкладинці книги.
У подружжя народилося троє дітей: Джозефін (1892—1899), Елсі (1896—1976) i Джон (1897—1915).

## Дитячі твори

### Успіх «Книги джунглів»
У Вермонті Кіплінг написав знаний на весь світ цикл оповідань «Книга джунглів» (1894) та «Друга книга джунглів» (1895), що сягають своїм корінням до «Панчатантри». Головним персонажем більшості з них став Мауглі, який виховувався зграєю вовків, товаришував з іншими хижаками, і лише у підлітковому віці повернувся жити до людського поселення («Брати Мауглі»). Письменник, не вдаючись до кліше і моралізаційного тону, показав увесь спектр життєвих ситуацій, які хоч є суворими, але не позбавлені етичних принципів, закону джунглів. Оригінальність цих оповідань полягає також у тому, що Кіплінг, хоч і опираючись на традицію байок про тварин, відмовився від конвенційного зображення звірів, яке практично не змінилося з часів Езопа, Федра і Лафонтена. У нього вовки стають опікунами, пантера є лагідною, мудрий ведмідь стоїть на стражі засад співіснування у спільноті. Відійшовши далеко від традиційних приписів, письменник зображає й другорядних персонажів — незалежного пітона, мстивого тигра, слона-філософа, підступного шакала та боязливого ондатра.
Кіплінг використав байку як літературний жанр, що служить для сатиричного зображення реальності, лише у фрагментах про зграю мавп-бандерлогів («Полювання Каа»); цей колективний портрет бездумної зграї іноді трактувався як злісна алюзія на осередок індуських націоналістів. Попри назву збірки, не всі події відбуваються в джунглях. Кіплінг додав до циклу також оповідання про морського котика («Білий котик»), а також декілька текстів, події яких відбуваються у світі людей, зокрема зобразив у них погоничів слонів на службі у сахіба («Маленький Тумаї»), хороброго мангуста, який врятував родину англійських колоністів перед кобрами («Ріккі-Тіккі-Таві») та індуського міністра, який раптом відмовився від престижної посади та поринув у містичне відлюдницьке самоспоглядання («Диво Пуран Бхагата»). Пластичні описи світу пишної природи та незвикла спостережливість автора згодом високо оцінені біологами. На честь Кіплінга названо вимерлого крокодиломорфа (Goniopholis kiplingi) та павука з родини павуків-скакунів (Bagheera kiplingi), в цьому випадку також вшановуючи ім'я чорної пантери, що піклувалася про головного персонажа книжки.
1903 року Кіплінг погодився, щоб кілька ідей з його оповідань почали використовуватися у навчальній програмі літнього табору для хлопчиків, який базувався на озері Ньюфаунд у Нью-Гемпширі. Письменник підтримував діяльність цього табору протягом усього життя. Крім того, Роберт Баден-Павелл використовував багато ідей з «Книги джунглів», створюючи правила, назви та символіку скаутського руху.
Французький композитор Шарль Кьоклен, захопившись цими оповіданнями, створив цикл оркестрової музики «Le livre de la jungle», що став справою його життя. Цикл, який створювався близько сорока років, містить три імпресіоністичні пісні з оркестром та чотири симфонічні поеми.

### Романи для підлітків
Невдовзі дві події змусили Кіплінга покинути Вермонт. По-перше, Велика Британія та Венесуела почали суперечку щодо кордону Британської Гвіани. 1895 року новий американський державний секретар США — Річард Олні — загострив конфлікт, вважаючи, що Сполучені Штати мають стати арбітром у цій справі. Попри те, що криза остаточно переросла у співробітництво, письменника турбували антибританські настрої в американській пресі. Крім того, стосунки між Каролайн та її братом Бітті Белестьє вже тривалий час були напруженими через його алкоголізм та борги. 1896 року Бітті почав погрожувати Кіплінгу на вулиці. Інцидент призвів до арешту нападника, але під час широко обговорюваного розслідування постраждала конфіденційність письменника. Того ж року, за тиждень до початку чергового слухання, Кіплінг переїхав до Великої Британії.
У цей період Кіплінг зосереджувався переважно на написанні творів для молоді, в яких вихваляв передусім чесноти, від яких залежала міцність Британської імперії. У такий спосіб письменник підтримував традицію дидактичної літератури з елементами військових пригод та роману виховання. Кіплінг часто зображав хлопчиків-підлітків на колоритному екзотичному тлі та високо оцінював їхню спритність, що поєднувалася з винахідливістю та індивідуалізмом. Оскільки водночас демонструвався процес загартування, критики називали його тексти ініціаційними романами, підкреслюючи, що їхні персонажі з безтурботних дітей перетворювалися у зрілих юнаків.
Деякі дослідники порівнюють пригодницький роман Кіплінга «Відважні капітани» (1897) з «Островом скарбів» Роберта Стівенсона. Роман розповідає про розпещеного шістнадцятирічного сина американського мультимільйонера, який випав за борт під час подорожі на кораблі через Атлантику і був врятований командою рибалок з Ньюфаундленда. Динамічну дію урізноманітнюють шторми, високі айсберги та почвари з глибин, а мужні моряки водночас навчають хлопця працьовитості та витривалості. Назва твору є алюзією на єлизаветинську баладу про відважну капітанку Мері Ембрі.
«Сталкі та компанія» (1899) — роман про життя хлопців в англійській приватній школі-інтернаті; багато в чому книга має автобіографічний характер. Прототипом Бітлі, одного з трьох головних персонажів, частково став сам Кіплінг, харизматичного персонажа Сталкі змальовано з британського воєначальника Ліонеля Денстервіля, прототипом Мактурка став фотограф Джордж Шарль Бересфорд, містера Кінга змальовано з архітектора Вільяма Карра Крофтса, а містера Бейтса — з директора Кормелла Прайса.

### Популярність «Кіма»
Роман «Кім» (1901) був дуже популярним серед читачів, вважається багатьма біографами найвидатнішим твором письменника. Деякі з них, зважаючи на швидкий темп оповіді та зміну подій, пов'язували його з крутійською літературою, зокрема з «Життям Ласарильйо з Тормеса, його незгодами та злигоднями», інші ж, помічаючи детальний опис реалій, вважали, що роман має багато схожого з «Дорогою до Індії» Едварда Моргана Форстера. Мандрівка такої нетипової пари дозволила письменнику показати тогочасне суспільне розшарування, представити культурну різнорідність та окреслити культурне різноманіття, а також змалювати різносторонній портрет індуського повсякдення. Головним персонажем роману став завербований британською розвідкою лахорський хлопчик-сирота, який подорожував по Індії у компанії лами. Натомість для критиків описана подорож стала вдалою алюзією на відомі пригоди Дон Кіхота та Санчо Панси у романі Сервантеса, а також пригоди містера Піквіка та Сема Веллера в романі Дікенса «Посмертні записки Піквікського клубу». Хоча головний персонаж, як часто у творчості Кіплінга, жив поміж двох окремих культур, оригінальність ідеї та дивовижні повороти подій цього разу визначали шпигунський сюжет, встановлений у реаліях «великої гри». Додатковою привабливістю стала барвиста мова всіх персонажів, до якої письменник включав англійські архаїзми, смішні помилки артикуляції, слова, свідомо вживані в неправильному контексті, та термінах з різних індуських діалектів.
Інколи вважається, що Кіплінг написав цей роман, щоб спростувати твердження критиків, що його письменницькі вміння обмежені лише короткою літературною формою. Однак виявилось, що роман «Кім» за своєю суттю є лише серією оповідань, в яких з'являються ті самі персонажі. Деяких з них читачі вже знали з попередніх текстів письменника («Ліспет»), інші ж стали портретами справжніх людей (керівника музею Кіплінг змалював з власного батька). Роман також став приводом для дискусій на тему ставлення Кіплінга до різних релігій. Загалом вважається, що Кіплінг погордливо ставився до індуїзму, який мав ознаки фаталізму, апатії й ескапізму. Крім того, саме в індуїзмі письменник вбачав причину багатьох суспільних проблем Індії. Кіплінг значно зичливіше трактував буддизм, що, на його думку, далеко відійшов від теологічної ортодоксії й цінував у ньому практичне застосування етичних засад, які не йдуть всупереч науковому матеріалізму і теорії еволюції. В романі зображено мальовничу панораму Індійського півострова, однак у творі відсутній глибокий аналіз порушених тем, що притаманно хоча б для творчості Джозефа Конрада, якого Кіплінг високо цінував.

### Казки для дітей
Кіплінгове повернення до Сполучених Штатів у 1899 році закінчилось сімейною трагедією. Письменник та його дочка Джозефіна захворіли на запалення легенів, якого дівчинка не пережила. Після смерті дочки Кіплінг почав роботу над збіркою «Такі собі казки», які видав 1902 року. Назва збірки пояснюється вимогою, яку висунули доньки автора, щоб він написав «точнісінько так» (англ. Just so!), як він їм розповідав. Ці прості історії з мораллю стали класикою дитячої літератури, завдяки продуманій формі та витонченому гумору казки привертали також увагу дорослих. Письменник створив у цій збірці сучасний бестіарій, завдяки якому міг жартівливо пояснити наймолодшим читачам, чому слон має такий довгий хобот («Казочка про Слоненя»), чому у верблюда з'явився горб («Звідки у Верблюда горб»), а у леопарда — плями («Чому Леопарди плямисті»), чому описав кота, який гуляв як собі сам знав («Кіт, який завжди гуляє на самоті») і чванливого метелика, який тупав ніжкою («Метелик, який тупнув ніжкою»).
1906 року письменник вкотре повернувся до дитячої літератури, опублікувавши збірку «Пак з Пагорбів». У збірці Кіплінг торкнувся минулого Англії, прагнучи викликати у молоді шанування народних традицій. Події в оповіданнях найчастіше відбуваються на землях графства Сассекс, а персонажами також стали гноми та лісові духи. Автор, однак, впровадив титульного персонажа Пака, ім'я якого відсилає нас до твору «Сон літньої ночі». Кіплінг також зобразив постатей з давніх часів: нормандського лицаря, римського сотника, будівельника з XV століття та єврея з епохи короля Іоанн I Безземельного. Завдяки цим персонажам письменник представив життя простих людей на тлі важливих історичних подій, серед яких насамперед Битва при Гастінгсі, бунт баронів, бої на Адріанівому валу та підписання Великої хартії вольностей. Схожу концепцію поділяє збірка «Нагороди та феї» (1910), де зображено такі персонажі з минулого: королева Єлизавета I, король Генріх VII, Джордж Вашингтон та винахідник стетоскопа Рене Лаенек.

## Поезія і політика

### Героїзм і кпина
Кіплінг більшість своїх прозових текстів збагатив віршованими фрагментами: девізами, цитатами, піснями та прислів'ями. Часом також використовував поетичні твори як вступ чи післямову до збірок оповідань («Дії та реакції», «Дебет і кредит»). Іноді вірш коментував основний текст або розвивав одну з його другорядних сюжетних витків. Своєю чергою в обох «Книгах джунглів» вміщено поетичні твори, що наче створені самими персонажами («Мисливська пісня Сіонійської зграї», «Маршова пісня табірних тварин» тощо). Бувало, що ці вірші здобули значну популярність і цитувалися незалежно від прозових частин твору. У випадку з «Паком з Пагорба» неодноразово за окремі твори вважалися такі вміщені у ньому поетичні твори: «Пісня данок під арфу», «Руни на мечі Віланда» та «Дитяча пісенька». Більшість цих поетичних творів згодом зібрано під окремою палітуркою — «Пісні з книжок» (1912).
Перший поетичний том жартівливих віршів Кіплінга — «Департаментські пісеньки» (1886) — отримав настільки велике зацікавлення в авдиторії, що вже того ж року вийшло ще одне видання збірки. Читачів цих текстів насамперед смішив опис абсурдно розбудованої адміністративної структури колоніальних урядів. Письменник зміцнив свою позицію збіркою «Балади казарм та інші вірші», в якій використав солдатський жаргон, неграмотну англійську простих людей, а також описував різні епізоди з періоду колоніальних воєн. Серед цих творів особливо популярним був вірш «Ґанґа Дін» про індуського слугу, який розносив воду вздовж лінії фронту і загинув, рятуючи раненого солдата. Однаково знана була пісня «Мандалай», ліричні спогади про красу та екзотичність бірманського світу, описаного з лондонської точки зору. Серед інших відомих творів цієї збірки: «Томмі» (написаний від імені солдата, у вірші порівнюється ставлення до солдатів у воєнні та мирні часи), «Вдова з Віндзора» (вірш названо прізвиськом королеви Вікторії; у саркастичному світлі описано честь військової служби), «Леді» (про солдатів, які встановлювали тісний зв'язок з жінками різних рас).

### Апологія імперіалізму
Після повернення до Англії Кіплінг, якого жартівливо називали «генеральним літературним інспектором британського імперіалізму», чимраз частіше поміщав у своїх творах політичні алюзії. Зокрема, висловлювався щодо політики Джозефа Чемберлена, міністра колонії у консервативному уряді Роберта Солсбері, прославляючи звитяжство політичної партії «Торі» та знеславлюючи децентралістську політику лібералів, щоб у такий спосіб постул́ювати чимраз сильніший зв'язок між заморськими й материковими членами партії «Торі». У цей період повстала збірка «Сім морів» (1896), у якому письменник описав величність британської держави, яка мала колонії на всіх континентах. За найвеличніший приклад колоніального патріотизму і месіанського споглядання на білу расу вважаються два консервативні вірші, які вперше з'явилися на сторінках лондонської газети «Таймз», а згодом увійшли до збірки «П'ять націй» (1903). «Останній спів» (1897) написаний на честь шестидесятирічного правління королеви Вікторії, вірш відзначався використанням біблійної мови та хоралового ритму та містив пересторогу обраному народу перед пихою та самолюбством, якому Бог довірив владу над іншими людьми. «Тягар білої людини» (1899) — один із найскандальніших віршів Кіплінга, у якому автор прославляє цивілізаторську місію «білої людини» і змальовує народи колоніальних країн як дітей, яких потрібно навчати.
З усієї творчості Кіплінга найчастіше цитується рядок «Захід є Захід, а Схід є Схід», взятий із «Балади про Схід і Захід».

| Захід є Захід, і Схід є Схід, і їм не зійтися вдвох, |
Цитуючи цей вислів про неможливість примирення сходу й заходу, часто забувають, що це лише теза, антитезою до якої у Кіплінга виступають слова:
| Та Сходу і Заходу вже нема, границь нема поготів, Як сильні стають лицем у лице, хоч вони із різних світів! |

### Бурська війна
На початку 1898 року письменник з сім'єю вибрався до Капської колонії на зимову відпустку, розпочавши традицію, яка протривала до 1908 року. Там його приємно зустріла ціла група найважливіших британських політиків: Альфред Мілнер, Леандер Старр Джеймсон та насамперед Сесіль Джон Родс, імперіаліст та діамантовий магнат, який став відомий завдяки пізнішій концепції «від Кейптауна до Каїра» і у такий спосіб провести колонізацію африканських земель від Капської провінції до Єгипту. Під його впливом Кіплінг підтримував британську збройну участь у війні з бурами, бунт який напряму повстав проти ідеї сліпого послуху Великої Британії з боку колоній. Дуже популярним був вірш «В Ліхтенберзі» (1901), відзначаючи на прикладі одного ветерана жертву багатьох австралійців, які зголосились підтримати інтереси імперії. Тематика бурських воєн зустрічається й в оповіданнях письменника, який описував британців як націю, що дотримується кодексу честі у порівнянні до самолюбних американців та підступних місцевих партизанів («Полонений»– 1902, «Війна сахібів» 1904). Під час наступного візиту на південь Африки письменник допоміг зі створення газети «The Friend» у Блумфонтейн, нещодавно завойованій столиці Вільної держави, якою відтоді керував Фредерік Робертс.
Серед віршів збірки «Нагороди та феї» (1910) найбільш популярним був вірш «Якщо…», який присвячувався англійському офіцеру, який зазнав поразки в поході під час англо-бурської війни. За результатами опитування, проведеного Бі-Бі-Сі 1995 року, «Якщо…» визнано найулюбленішим британським віршем усіх часів.

## Політична діяльність

### Британські конфлікти
Коли за правління Едварда VII консервативна партія відійшла від влади, вплив і популярність Кіплінга почали слабшати, хоча він сам ніколи не вступав до партії та не обіймав жодної політичної посади, а навіть відмовився від шляхетського титулу. Громадську думку вже не хвилювали проблеми колоній, лише бурхливі зміни в Палаті Лордів, а письменник всупереч загальним тенденціям підтримував усі дії, що спрямовувалися проти ліберального уряду. Попри чимраз більшу неприхильність свого оточення, для правого середовища письменник все ще мав беззаперечний авторитет. Макс Ейткен навіть запросив письменника виступити під час виборів у Канаді в 1911 р. тоді ж опубліковано звернення письменника, у якому він виступав проти спільної угоди зі Сполученими Штатами, вважаючи, що після її підписання Канада муситиме підпорядкуватися американським вартостям та праву. Протягом наступного тижня звернення Кіплінга передрукували більшість англомовних газет Канади.
Коли в Ірландії чимраз більший успіх почали отримувати групи, що виступали хоча б за часткову незалежність, Кіплінг рішуче підтримував Ольстерську юніоністську партію, яка відкидала будь-які сепаратистські тенденції. У цей час письменник підтримував зв'язок з Едвардом Карсоном, лідером юніоністської партії, який відповідав за підготовку місцевих волонтерських формувань та організував масштабні протести в Белфасті проти незалежного ірландського уряду. У вірші «Олстер» (1912) Кіплінг відзначив підписану майже 500 000 людьми ухвалу проти спроб відокремити Північну Ірландію від Корони.
Консервативний світогляд Кіплінга також поширився на боротьбу за рівність обох статей. Письменник вороже ставився до будь-яких емансипаційних рухів, а в 1911 р. висловився проти надання жінкам права голосу. Свою неприхильність до суфражизму виразив у вірші «Самиця того виду» (1911). також був переконаним антикомуністом, що зміцнило його дружбу з відомим письменником і ворогом більшовизму Генрі Райдером Гаґґардом.

### Перша світова війна
На початку першої світової війни Кіплінг писав памфлети та вірші, який заохочував до збройного опору і підтримував дії, які мали за мету відвоювати зайняту німцями Бельгію. В тих творах, які мали велику прихильність, Кіплінг прославляв британських солдатів, підкреслюючи, що армія — це місце для героїв та насміхався з тих, хто намагався уникнути військової служби («За все, що ми маємо», 1914). 1950 року письменник негативно зреагував на звістку про торпедування пасажирського судна «Лузітанія». Кіплінг розглядав війну як христовий похід проти жорстокості, твердячи, що на світі можна вирізнити дві категорії істот: людей і німців. Вже 1914 року письменник критично оцінював спосіб ведення військових операцій, обурюючись тим, що Німеччина ще не зазнала поразки. Через це він звинувачував у недолугості ціле довоєнне покоління британських політиків, які, на його думку, не зробили висновків з бурських воєн. До його найнеоднозначніших текстів того періоду належить оповідання «Мері Постґейт» (1915), у якому письменник описав мотиви вчинку англійки, яка знайшла у своєму саду раненого німецького пілота, проте не надала йому допомогу, а з задоволенням споглядала його смерть.
На думку Кіплінга наріжною справою мала стати розбудова флоту. Ще до війни він закликав до рішучих дій у відповідь на розвиток німецького флоту під командуванням Альфреда фон Тірпіца. Крім того, як знавця цієї тематики, 1897 року його навіть офіційно запросили на великі британські морські маневри. Зміцнення флоту стало головною тематикою ряду його статей, опублікованих на сторінках «The Times» i «The Morning Post». 1898 року статті зібрано під одною палітуркою з назвою «Флот у наявності». Після вибуху війни ця тематика не втратила актуальності для Кіплінга. У збірці «The Fringes of the Fleet» (1915) з'явилися кілька мариністичних віршів, до яких Едвард Елгар скомпонував музику, а у наступних статях, написаних за наказом Міністерства інформації (Sea Warfare, 1916), Кіплінг знову з ентузіазмом описує значення флоту, якому звичайні британці не надавали великої ваги.

### Смерть сина
Кіплінг вважав очевидним те, що його син повинен брати участь у війні. Вісімнадцятирічний Джон двічі намагався вступити до військових лав, але двічі йому відмовляли з погляду на розвинуту короткозорість. Батько використав тоді свою багаторічну дружбу з лордом Робертсом, головнокомандувачем британської армії, і попри рішення лікарської комісії Джона все-таки прийняли До Ірландської Ґвардії. Відразу після вишколу Джон потрапив на фронт і у вересні 1915 року взяв участь у боях за Лоос-ан-Гоель. Тоді його востаннє бачили на полі битви. Один із солдатів стверджував, що Джон отримав серйозне вогнепальне поранення голови. Хоча явних доказів смерті не виявлено, офіційно вважалося, що Джон загинув. Протягом двох років Кіплінг плекав надію, що його син потрапив у полон. На прохання письменника британські літаки скидали на німецькій стороні фронту листівки із закликом про допомогу у пошуках. Тіло Джона зідентифіковано, хоча без стовідсоткової певності, аж 1992 року.
Кіплінг говорив: «Якщо є питання, чому він помер, скажіть, тому що наші батьки брехали». Більшість біографів вважали ці слова доказом того, що Кіплінг відчував провину за смерть сина. Реакцією на цю трагедію стала участь Кіплінга в роботі комісії догляду за могилами невідомого солдата. Він також написав двотомну історію Ірландської гвардії (1923), в якій служив його син. Жалоба Кіплінга інколи асоціюється з віршем «Мій син Джек» (1916), у якому, однак, описано Ютландську битву і смерть на морі. Опираючись на власний життєвий досвід, Кіплінг написав вірш «Паломництво короля» (1922 р.), що описує подорож Георга V по місцях пам'яті за полеглими. Велике враження на читачів справило оповідання «Садівник» (1925), у якому до жінки на могилі сина приходить загадкова постать, схожа на Христа.
Особливим досвідом для Кіплінга стало листування з французом Морісом Хаммоно, якого врятував екземпляр роману «Кім», захованого на грудях у кишені мундира. Солдат подарував письменнику книгу з кулею і свій Воєнний хрест, а 1929 року Кіплінг погодився стати хрещеним батьком його сина.

## Повоєнні часи

### Між Францією і Німеччиною
Після війни Кіплінг скептично ставився до Ліги Націй та Чотирнадцяти пунктів Вілсона. Плекав надію, що США відмовляться ві політики ізоляціонізму і настане англо-французько-американське перемир'я. Письменник називав Францію та Англію дружніми фортецями європейської цивілізації. Він постійно застерігав від перегляду положень Версальського договору, який був вигідний німцям, вважаючи, що будь-які поступки можуть призвести до чергової війни. Кіплінг підтримував президента Реймонда Пуанкаре, а 1923 року став одним з небагатьох англійських інтелектуалів, які виступили проти свого уряду та громадської думки та стали на бік Франції під час Рурського конфлікту. Свою симпатію до Франції виразив в оді «Франція» (1913) та спогадах «Сувеніри Франції» (1933).
Упродовж свого життя, задовго до виникнення нацизму Кіплінг вважав своїм символом свастику, яка з'являлася на обкладинках багатьох його книжок. Коли націонал-соціалісти в Німеччині теж прийняли цей древній символ, Кіплінг відмовився від нього. Свастика виникла не тільки задовго до нацизму, а і до Кіплінга, і вживалася багатьма народами, включаючи народи Індії. За рік до приходу до влади Гітлера, Кіплінг у вірші «Штормовий сигнал» нагадав нам, що світовий мир — це лише короткий період оманливої тиші. 1935 року він також виступив з промовою, у якій попереджав про загрозу, яку представляла нацистська Німеччина.

### Світовий престиж
1907 року письменник отримав Нобелівську премію з літератури. Під час церемонії в Стокгольмі секретар Шведської академії, Карл Давід аф Вірсен, вшанував не тільки Кіплінга, але й три останні століття англійської літератури. Натомість сам Кіплінг відмовився від звичної промови. Невдовзі також отримав титул доктора honoris causa університетів Оксфорда, Кембриджа, Единбурга, Монреалю та Парижу. 1926 року Королівське літературне товариство присудило йому золоту медаль, а 1933 року Кіплінг став членом французької Академії наук моральних і політичних (1937 року його місце зайняв Марцелій Гандельсман). Ще за життя письменника, в 1927 році, в Англії постало Кіплінгове Товариство, яке займалося дослідженням та популяризацією його творів.
Пізня творчість Кіплінга показувала його культ стосовно ремесла, визнання набутої професійної справності та віру у технологічний поступ людства. Свої переконання виразив у відомому вірші «Сини Марти», опираючись на біблійну притчу про синів-робітників Марти та синів-мислителів Марії. У вірші письменник, зокрема, виражає свою симпатію до людей, які живуть з праці власних рук. Письменник знову повернувся до цього вірша 1922 року, коли професор цивільного будівництва Герберта Голтена з Університету Торонто попросив його написати урочисту присягу та промову з нагоди закінчення навчального року. Обидва тексти опубліковані під палітуркою книги «Ритуал покликання інженера». Зрештою, Кіплінг неодноразово у своїх віршах згадував про велику силу техніки («Гімн МакЕндрю», 1893 р.), а в оповідання зі збірки «Денна праця» з приємністю описував елементи пароплава та функціонування локомотива. В оповіданні «Місіс Батерст» ключову роль відіграє кінематографічний сеанс. Всіма технічними новинки Кіплінг охоче користувався і в приватному житті. З широким поширенням автомобілів, почав публікувати статті, пов'язані з моторизацією, а також статті про свої подорожі Англією, хоч зазвичай їздив разом зі своїм шофером. 1922 року став почесним ректором скаутського Університету Сент-Ендрюса та обіймав цю посаду до 1925 року. Під час інавгураційної промови («Незалежність») звернувся до молодих скаутів, згадавши про хоробрість їхніх предків і підкреслив, що найголовніше в житті — це мужність і самодостатність.

### Останні роки життя
Помер Кіплінг 1936 року, продовжуючи творити до самої смерті, хоча менш плідно. Дуже популярною була збірка оповідань «Твій слуга, Пес» (1930), в якій описано різних людей очима їхніх собак. Так і не закінчив автобіографію під назвою «Дещо про мене». З часом письменник навіть відмовився від коментування політичних подій. Про смерть письменника передчасно повідомила одна з газет, до якої Кіплінг відразу ж написав таке повідомлення: «Я щойно прочитав, що помер. Будь ласка, не забудьте вилучити мене зі списку передплатників». Останніми роками страждав від серйозного захворювання шлункового тракту, яке лише посилилось після смерті сина. Лікарі виключали рак, але натомість підозрювали гастрит або ентерит. Помер в ніч на 18 січня 1936 року внаслідок кровотечі від перфорації дванадцятипалої кишки. Прах Радьєрда Кіплінга похоронений в Кутку поетів у Вестмінстерському абатстві, поруч із могилами Чарльза Дікенса і Томаса Гарді.
Після смерті дружини Кіплінга в 1939 році їхня садиба «Бейтменс» перейшла у власність Національного трасту. Нині цей будинок став музеєм, присвячений пам'яті письменника. Повне зібрання творів письменника налічує 35 томів. На честь Кіплінга названо британський есмінець часів Другої світової війни. З 2010 року один з кратерів Меркурія також носить його ім'я. У Канаді на піку популярності Кіплінга на його честь названо місто на південному сході Саскачевану.
Його репутація в сучасній Індії здебільшого негативна, хоча в листопаді 2007 року стало відомо, що будинок, де він народився, стане музеєм.

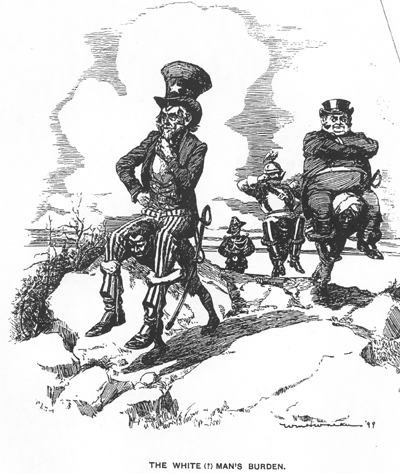
Карикатура, на тягар білої людини

## Сприйняття
Творчість Кіплінга ще за його життя отримувала вкрай різні оцінки в залежності від політичних та суспільних поглядів дослідників. 1891 року у пресі вийшла серія агресивних статей, в яких письменнику закидували еготизм, марнославство та шовінізм. Несхвальні оцінки переслідували письменника навіть у часи його найбільшої слави, хоча деякі критики підкреслювали, що расистські коментарі у його творах промовляли вигадані персонажі, а не сам він, що дозволяло на детальніше охарактеризування персонажів. Також Кіплінгу закидали, що той ніколи публічно не засудив вбивство цивільних у місті Амрітсар під час Амрітсарського повстання (1919), хоча ж декларував себе як противника силових розв'язань конфліктів у межах імперії. Останніми роками життя піддавався остракізму у середовищі провідних інтелектуалів, що бачили у ньому гротескну фігуру з карикатур англійського художника Макса Бірбома.
Після смерті Кіплінга дискусії на тему його творчості знову пожвавилися, особливо після перевидань його творів. Т. Еліот зараховував його до письменників з величезними здібностями, у такий спосіб протиставляючись думкам, що Кіплінг був лише журналістом, який намагався догодити загальним смакам читачів. В есе, що стало передслів'ям до вибраних віршів Кіплінга (Rudyard Kipling, 1941), Еліот добре оцінив продуману конструкцію деяких балад письменника (Danny Deever, 1892) та майстерність його епіграм, що особливо простежується у «Воєнних епітафіях» (Epitaphs of the War), які стали поетичним розділом видання «The Years Between» (1919). Еліот також підкреслював, що не помітив у його творах жодних проявів расової вищості. З безпрецедентною критикою виступив тоді Джордж Орвелл («Кіплінг», 1942), називаючи письменника представником британського керівного класу, твори якого не лише позбавлені почуття моралі, але й відштовхують від себе в етичному аспекті. Орвелл також додав, що коли навіть сам Кіплінг вважав себе консерватором, то у такому випадку слід його долучити до грона письменників-расистів, творчість яких засвідчувала фашистську ідеологію. Своєю чергою Герберт Велльс розкритикував роман «Сталкі та компанія», вбачаючи у творі схвалення автора щодо застосування насильства за мовчазної згоди влади. Джеймс Джойс ставив Кіплінга в один ряд з Львом Толстим та Габріеле д'Аннунціо, вважаючи його одним із найбільших літературних талантів XX століття. Творчість Кіплінга також хвалили такі письменники як Пол Андерсон, Рендалл Джарелл та Хорхе Луїс Борхес, який особливо високо оцінив його оповідання «В Антіохії, у тамошній церкві» (The Church that was at Antioch).
У незалежній Індії до письменника часто неохоче ставляться з погляду на імперіалістичні нотки у його текстах, зокрема у тих творах, що написані до Першої світової війни. Його книжки — за винятком деяких оповідань для дітей — часто не включаться до навчальних програм з англійської літератури в школах та університетах. З часом, однак, сприйняття його творчості стало значно рівнішим, а Кіплінга почали читати представники індійських еліт, серед яких, хоча ж би Джавахарлал Неру, який отримав європейську освіту. Рабіндранат Тагор відкидав будь-яке порівняння з Кіплінгом, також бувши лауреатом нобелівської премії. Своєю чергою Магатма Ґанді у своїх оцінках був радше виваженим, стверджуючи без конкретних фактів, що наміри письменника інколи просто неправильно розуміли. Двояке ставлення до творчості Кіплінга мав Салман Рушді, який помічав у його творчості расистські елементи, але також бачив у них приховане захоплення Індією.

## Інше

Свастика — символ Кіплінга

2013 року професор Каліфорнійського університету Томас Пінней повідомив, що в різних місцях бібліотеки зазначеного університету знайдено більш ніж 50 невідомих донині віршів Кіплінга. Ці поезії включено у велике зібрання творів «Кембриджське видання поезії Редьярда Кіплінга» (2013).

## Екранізації творів
За його творами знято мультимедійний фільм «Мауглі» (1989, авт. сцен, і реж. М.Іллєнко[джерело?], також чимало інших, наприклад: «Рікі-тікі-таві» (1975), «Кішка, яка гуляла, як сама собі знала» (1988) тощо.

### Фільми
- Крихітка Віллі Вінкі (Wee Willie Winkie)
- Зухвалі капітани (Captains Courageous)
- Ганга Дін (Gunga Din)
- Книга джунглів (1942) (Rudyard Kipling's Jungle Book)
- Кім (фільм) (Kim)
- Чоловік, який хотів бути королем (The Man Who Would Be King)
- Ріккі-Тіккі-Таві
- Кім (телесеріал)
- Книга джунглів (1994) (The Jungle Book)
- Книга джунглів: Історія Мауглі (The Jungle Book: Mowgli's Story)
- Книга джунглів (2016) (The Jungle Book)

### Мультиплікація
- Книга джунглів (мультфільм) (The Jungle Book)
- Білий морський котик (The White Seal)
- Ріккі-Тіккі-Таві (Rikki-Tikki-Tavi)
- Брати Мауглі (Mowgli's Brothers)
- Книга джунглів (аніме-серіал) (ジャングルブック　少年モーグリ Jungle Book: Shounen Mowgli)

### Радянська мультиплікація
- Слоненя (мультфільм, 1936)
- Відважний моряк
- Чому у носорога шкура у складках?
- Ріккі-Тіккі-Таві (мультфільми)
- Мауглі (мультфільм)
- Кіт, який гуляв сам по собі
- Єжак плюс черепаха
- Як був написаний перший лист
- Кішка, яка гуляла, як сама собі знала

## Переклади українською (вибране)
- Редьярд Кіплінг. Брати Мауглі: оповідання з життя дитини між звірями. Христофа Райсера Син, Видавниче Товариство «Дзвін» (Видання друге. Переклав Юр. Сірий). 234с. Київ-Відень, 1920.
- Редьярд Кіплінг. Брати Мауглі: оповідання з життя дитини між звірями. Роман-газета, ч.1,2. Га-Іґ, Некарсульм, Накладом Української друкарні Га-Іґ (Переклад з англійської).
- Редьярд Кіплінг. Мауглі: з Книги Джунглів. Веселка (Малював Сергій Артюшенко). 202с. Київ, 1967.
- Редьярд Кіплінг. От так казки!. Свобода, Накладом Юрія Тищенка (Третє видання. Образки автора. Обкладинка Петра Холодного). Нью-Йорк, 1952.
- Редьярд Кіплінг. От тобі сторійки. А. В. Кисілевського, Накладня Якова Оренштайна (Переклав Вас. Ткачкевич). 94 с. Коломия.
- Редьярд Кіплінг. Ріккі-Тіккі-Таві: Оповідання про хороброго мунґоса. Нашим дітям ОПДЛ (Переклад з англійської мови. Обкладинка роботи П. Андрусева. Ілюстрації репродуковані з англійського видання).
- Редьярд Кіплінг. Ріккі-Тіккі-Таві: Оповідання. Дитячої літератури УРСР. Київ, 1959.
- Редьярд Кіплінг. У селищі смерти. Заграва. Німеччина, 1962.
- Редьярд Кіплінг. Як і чому: казки. Веселка. 146с. 25 см. Київ, 1971.
- Ред'ярд Кіплінг. «Межичасся»: поетична білінґва. 304с. (упорядкування Володимира Чернишенка, вступне слово Максима Стріхи) Тернопіль. — Навчальна книга — Богдан", 2009.
- Ред'ярд Кіплінг. «Такі собі казки». 128с. (переклад Н.Дьомової, В.Чернишенка та І. Сав'юк) + аудіокнига (читає Юлія Броварна) Тернопіль. — Навчальна книга — Богдан", 2009.
- Ред'ярд Кіплінг. «Легенди з Книги Джунґлів». 144с. (переклад В.Чернишенка) + музичний диск (автор музики і виконавець Сергій Василюк) Тернопіль. — Навчальна книга — Богдан", 2011.
- Редьярд Кіплінг, Такі самі оповідки. Переклад з англійської: Олекса Негребецький. Київ: Прудкий равлик, Темпора. 2012. 272 стор. ISBN 978-617-569-075-8
- Ред'ярд Кіплінг, «Кім». Переклад з англійської: Юлія Джугастрянська за редакцією Володимира Чернишенка. Тернопіль: НК-Богдан. 2017. 256 стор. ISBN 978-966-10-4755-5
- Ред'ярд Кіплінг, «Кім». Переклад з англійської: Євген Тарнавський. Київ: Знання, 2018. — 335 стор. (серія «English Library») ISBN 978-617-07-0613-3

### «Кіплінг фест» в Україні
20 січня 2012 року у м. Вінниця відбувся Перший «Кіплінг фест», присвячений творчості великого англійця. Програма включала зустрічі у найбільших вінницьких книгарнях та концерт за мотивами творів Кіплінга. Учасники:
- Максим Стріха (перекладач, перекладознавець);
- Юлія Джугастрянська (книгознавець, кураторка номінації «Романи» на «Коронації Слова»);
- Юлія Броварна (поетеса, бард);
- Володимир Чернишенко (перекладач);
- Атанайя (авторка та виконавиця пісень на слова Кіплінга);
- Наталія Тисовська (перекладачка, письменниця);
- Кирило Булкін (актор, бард);
- Наталія Дьомова (перекладачка, поетеса);
- Сергій Василюк (лідер гурту «Тінь Сонця»).